# Esperteza
A esperteza  pode ser considerada agudeza ou sutileza nas ações. Alguns relacionam o termo à perspicácia, astúcia, manha, ronha. Porém, dizem muitos  (existem controvérsias) [carece de fontes?], que dificilmente a esperteza e a inteligência podem ser consideradas sinônimas.

## Esperteza e inteligência
A inteligência pode ser definida como a capacidade de resolver situações problemáticas novas mediante reestruturação dos dados perceptivos.
A esperteza (entre as mais diversas definições), é considerada a capacidade maliciosa de adaptar-se habilmente a situações adversas, tirando proveito da situação. Este aproveitamento, (devida subjetividade), é considerado por muitos como inteligência e criatividade.

## A esperteza e a psicometria
Dizem que não se pode medir o índice de esperteza de um determinado indivíduo, porém, embora existam controvérsias quanto aos métodos empregados, os testes psicométricos podem demonstrar se aquele possui maior ou menor capacidade na resolução de problemas. Havendo desta forma a confusão entre os termos, pois, inteligência pode ser associada ao método científico e a lógica na resolução de problemas, enquanto a esperteza pode ser associada ao empirismo e também na resolução muitas vezes dos mesmos problemas, porém de forma não convencionada.

## No Brasil
No Brasil, o termo esperteza, muitas vezes é utilizado para definir a ação, ou atividades do indivíduo malandro, que se utiliza do hedonismo para resolver situações de forma maliciosa. O sujeito inteligente é chamado muitas vezes desdenhosamente de caxias (caxias, ou cdf's: indivíduos que procuram aprimorar seus conhecimentos e transmiti-los para outros, ou ainda, pessoas que recebem tarefas excessivas, que a outrem deveriam caber, também chamados de burros).
Isto, de certa forma, acaba por criar uma imagem que denigre o brasileiro, muitas vezes visto como um indivíduo preguiçoso, que não respeita as normas, leis, bons costumes, e que gosta de levar vantagem em tudo (Lei de Gerson).